# Anderson Leite
Anderson Leite Morais (São José do Rio Preto, São Paulo, Brasil, 4 de mayo de 1993), es un futbolista brasileño que se desempeña en la posición de  mediocentro defensivo actualmente se encuentra sin equipo, su último equipo fue el FC Juárez de la Liga MX
Se inició en el Iraty Sport Club, donde debutó en 2011 y permaneció hasta principios de 2012, para luego ser traspasado al Londrina. En el equipo consiguió un título regional de Paraná y en 2015 fue prestado al Goianiense. Recaló de nuevo en el conjunto del Tubarão, donde destacó en su rol como mediocentro organizador, cualidades que le permitieron su fichaje en el Deportivo Saprissa de Costa Rica, club al que se unió en condición de cedido. En enero de 2020 se unió a Chapecoense en calidad de préstamo, procedente del Londrina.

## Trayectoria

### Iraty S.C.
El futbolista debutó oficialmente con el Iraty Sport Club el 6 de marzo de 2011, en la primera jornada del Campeonato Paranaense. En esa oportunidad, su equipo tuvo como rival al Cianorte, de local en el Estadio Coronel Emílio Gomes. Por otra parte, Leite tuvo participación los 90 minutos y el resultado culminó en derrota de 1-2. A lo largo del torneo no fue convocado debido a su juventud y poca experiencia, mientras que su club finalizó la competencia en el cuarto puesto de la tabla con 20 puntos. Al año siguiente fue confirmado su fichaje con el Londrina. 

### Londrina E.C.
Anderson en el certamen del Campeonato Paranaense de 2012 no apareció como titular, sino en la suplencia en los tres juegos que fue convocado. Por otro lado, su grupo finalizó en el séptimo lugar con 13 puntos, muy lejos del primero que obtuvo el Paranaense.
El Campeonato Paranaense de 2013 significó la regularidad para su equipo, tras alcanzar resultados que le colocaron en el segundo lugar de la primera y segunda ronda de la competición, para obtener el cupo hacia el torneo de la Serie D. En esa temporada su club logró el segundo puesto del grupo A8, para clasificar a la ronda final. Sin embargo, la derrota con marcador agregado de 3-2 contra el Juventude, dejó a su conjunto eliminado en los octavos de final.
En la jornada 1 del Campeonato Paranaense de 2014 tuvo lugar en el Estadio Jacy Scaff donde su conjunto, de local, enfrentó al Rio Branco. El jugador inició como titular del entrenador Claudio Tencati, y fue sustituido al minuto 67 por André Lima. El marcador fue de pérdida 0-1. En total contabilizó 7 presencias para 402 minutos de acción. El Londrina quedó en el cuarto lugar con 16 puntos y clasificó a la segunda ronda. En los cuartos de final, su equipo venció al J.Malucelli, en semifinales al Paranaense, y en la final al Maringá, la cual se definió en los penales, para coronarse campeón del certamen. En la temporada 2014 de la Serie D, su grupo obtuvo el primer lugar del grupo A8, para llegar a la fase final. La victoria global de 6-0 sobre el Santos en octavos de final y el triunfo de 2-0 ante el Anapolina en cuartos de final, dieron la promoción de su conjunto a la Serie C. Sin embargo, la derrota en las semifinales contra el Grêmio Esportivo, impidió que su grupo se hiciese con el título. Anderson, por su parte, jugó 13 partidos y anotó 3 goles.
Su último torneo con el Londrina fue en el Campeonato Paranaense de 2015, en el cual obtuvo 9 apariciones, con 338 minutos de acción. El club avanzó a la segunda etapa tras colocarse en el quinto puesto de la tabla con 18 puntos. En los cuartos de final, su equipo avanzó a la siguiente instancia después de derrotar al Maringá en penales. No obstante, las cifras globales de 3-1 contra el Coritiba en las semifinales, dejaron a su grupo eliminado.

### A.C. Goianiense
Anderson Leite fue cedido en condición de préstamo al Atlético Clube Goianiense, a partir de mayo de 2015. Disputó el Campeonato de la Serie B, en el cual tuvo 10 juegos realizados. Su club quedó en el decimocuarto lugar con 46 puntos.

### Londrina E.C.
Una vez finalizado el lapso, regresó al Londrina para hacer frente al Campeonato Paranaense de 2016. Su debut fue en la jornada 2 del 3 de febrero, donde ingresó de cambio por Jumar al minuto 81'. El marcador fue de victoria 2-0 sobre el Toledo Colônia Work. En total alcanzó la cifra de 5 partidos jugados y anotó un gol, mientras que su equipo clasificó a la siguiente ronda del torneo después de lograr el quinto lugar de la tabla. En los cuartos de final, su club fue eliminado por el Paranaense.
El futbolista debutó en el Campeonato Brasileño de la Serie B el 18 de junio de 2016, por la jornada 10 contra el Bahía. En esa oportunidad, Leite entró como relevo por Matheus Borges al minuto 66, y el marcador fue de victoria de 1-2. Anderson obtuvo una regularidad de 15 partidos disputados, en los cuales acumuló 990 minutos de acción. Por otra parte, su club acabó en el sexto puesto de la clasificación con 60 puntos.

### Deportivo Saprissa
El 5 de enero de 2017, se hizo oficial la incorporación del jugador en el Deportivo Saprissa de Costa Rica. Anderson fue firmado a préstamo por un periodo de seis meses, con la alternativa de una extensión. Al día siguiente fue presentado en conferencia de prensa, donde se le asignó la dorsal «8». Para el inicio del Campeonato de Verano que se llevó a cabo el 8 de enero, el equipo saprissista tuvo la visita al Estadio Carlos Ugalde, donde enfrentó a San Carlos. Por su parte, Leite no fue tomado en consideración para este juego debido a la espera de su permiso de trabajo, mientras que el marcador fue con derrota de 1-0. Debutó el 8 de febrero, en el compromiso de los morados ante Belén en condición de local. En esa oportunidad, Leite apareció como titular y salió de cambio al minuto 69' por el juvenil Carlos Villegas. El resultado concluyó con la pérdida inesperada de 0-1. La reanudación de la Liga de Campeones de la Concacaf, en la etapa de ida de los cuartos de final, tuvo lugar el 21 de febrero, fecha en la que su club recibió al Pachuca de México en el Estadio Ricardo Saprissa. El mediocentro fungió en el once estelar, fue relevado por Anllel Porras al minuto 54' y el trámite del encuentro se consumió en empate sin anotaciones. El 28 de febrero fue el partido de vuelta del torneo continental, en el Estadio Hidalgo. Al minuto 49', Anderson sufrió un fuerte golpe en la cabeza con el adversario Emmanuel García, situación que le dejó inconsciente, por lo que fue reemplazado por el delantero uruguayo Fabrizio Ronchetti. La conclusión del cotejo quedó con cifras de 4-0 a favor de los Tuzos. Por otra parte, el centrocampista fue trasladado al hospital más cercano para una valoración más exhaustiva, y al día siguiente recibió el alta médica. El jugador permaneció casi tres semanas fuera de acción, por prevención sobre el estado de su cabeza, y regresó el 19 de marzo en el partido de local contra el Herediano. Sin embargo, al minuto 6', tras una disputa del balón con el florense José Miguel Cubero, este le lesionó accidentalmente en el tobillo. A causa de esto fue relevado de forma inmediata por el juvenil debutante Jaylon Hadden y sus compañeros Heiner Mora y Randy Chirino anotaron para la victoria de 2-0. El 30 de marzo fue operado en los ligamentos del tobillo derecho y su tiempo de recuperación abarcaría más de tres meses, por lo que se pierde el resto de la competencia costarricense. Contabilizó cinco presencias y acumuló un total de 272 minutos de participación. El 12 de abril, en el áspero partido contra Pérez Zeledón en el Estadio Ricardo Saprissa, su club estuvo por debajo en el marcador por el gol del adversario en tan solo cuatro minutos después de haber iniciado el segundo tiempo. El bloque defensivo de los generaleños le cerró los espacios a los morados para desplegar el sistema ofensivo del entrenador Carlos Watson, pero al minuto 85', su compañero Daniel Colindres brindó un pase filtrado al uruguayo Fabrizio Ronchetti para que este definiera con un remate de pierna izquierda. Poco antes de finalizada la etapa complementaria, el defensor Dave Myrie hizo el gol de la victoria 2-1. Con este resultado, los saprissistas aseguraron el liderato del torneo a falta de un compromiso de la fase de clasificación. A causa de la derrota 1-2 de local ante el Santos de Guápiles, su equipo alcanzó el tercer puesto de la cuadrangular y por lo tanto quedó instaurado en la última instancia al no haber obtenido nuevamente el primer sitio. El 17 de mayo se desarrolló el juego de ida de la final contra el Herediano, en el Estadio Rosabal Cordero. El volante no vio acción por lesión en la pérdida de 3-0. En el partido de vuelta del 21 de mayo en el Estadio Ricardo Saprissa, los acontecimientos que liquidaron el torneo fueron de fracaso con números de 0-2 a favor de los oponentes, y un agregado de 0-5 en la serie global. Tres días después renovó su contrato de préstamo por seis meses más con posibilidad de ampliación.
El comienzo de su conjunto en el Torneo de Apertura 2017 se produjo el 30 de julio como local en el Estadio "Fello" Meza de Cartago contra Carmelita. Por otro lado, el jugador quedó fuera de convocatoria y el marcador culminó en victoria con cifras de 4-2. El 23 de agosto, en jornada de reposición de la tercera fecha ante el Cartaginés en el Estadio Ricardo Saprissa, Leite regresó de su lesión tras 157 días de ausencia al ingresar de cambio por Mariano Torres al minuto 68', en el triunfo de 3-0. El 3 de septiembre, en el juego frente a Grecia, el centrocampista, quien había entrado como relevo en la segunda mitad, obtuvo su primer gol como saprissista tras ejecutar un remate potente de pierna izquierda al minuto 70', para colocar la ventaja de 6-1. Los morados avanzaron a la cuadrangular en el segundo sitio con 43 puntos. El 17 de diciembre, por la jornada 6 de esta etapa, Leite hizo el último gol para su equipo en el torneo sobre el Santos de Guápiles, en la derrota por 1-2 en su propio estadio. El conjunto tibaseño quedó sin posibilidades de aspirar al título. Anderson cerró su participación con diecinueve presencias —con 1218 minutos acumulados—, sumó dos anotaciones y dio dos asistencias.

## Clubes
| Club                          | País       | Año         |
| ----------------------------- | ---------- | ----------- |
| Iraty S.C.                    | Brasil     | 2011        |
| Londrina E.C.                 | Brasil     | 2012 - 2015 |
| A.C. Goianiense (Préstamo)    | Brasil     | 2015        |
| Londrina E.C.                 | Brasil     | 2016 - 2017 |
| Deportivo Saprissa (Préstamo) | Costa Rica | 2017        |
| Londrina E.C.                 | Brasil     | 2018 - 2019 |
| Chapecoense                   | Brasil     | 2020 - 2022 |
| FC Juárez                     | México     | 2022 -      |

## Palmarés

### Campeonatos regionales
| N.º | Título                 | Club          | Región         | Año  |
| --- | ---------------------- | ------------- | -------------- | ---- |
| 1   | Campeonato Paranaense  | Londrina E.C. | Paraná         | 2014 |
| 2   | Campeonato Catarinense | Chapecoense   | Santa Catarina | 2020 |

### Campeonatos nacionales
| N.º | Título  | Club        | Región | Año  |
| --- | ------- | ----------- | ------ | ---- |
| 1   | Serie B | Chapecoense | Brasil | 2020 |